# Uhřínov
Uhřínov (en allemand : Aurschinow) est une commune du district de Žďár nad Sázavou, dans la région de Vysočina, en République tchèque. Sa population s'élevait à 368 habitants en 2020.

## Géographie
Uhřínov se trouve à 5,5 km à l'ouest de Velké Meziříčí, à 23,7 km au sud de Žďár nad Sázavou, à 25,5 km à l'est-sud-est de Jihlava à 136 km au sud-est de Prague.
La commune est limitée par Stránecká Zhoř au nord, par Velké Meziříčí au nord-est, par Baliny à l'est, par Nový Telečkov, Horní Heřmanice et Horní Radslavice au sud, et par Otín à l'ouest.

## Histoire
La première mention écrite de la localité date de 1348.

## Administration
La commune se compose de deux quartiers :
- Uhřínov
- Šeborov

## Transports
Par la route, Uhřínov se trouve à 6 km de Velké Meziříčí, à 33,5 km de Žďár nad Sázavou, à 32,5 km de Jihlava et à 152 km de Prague.